# Marko Letonja
Marko Letonja  (né le 12 août 1961) est un chef d'orchestre slovène.

## Biographie
Marko Letonja étudie le piano et la direction d'orchestre avec Anton Nanut à Ljubljana et avec Otmar Suitner à l'Académie de musique et d'arts du spectacle de Vienne. Diplômé en 1989, il est nommé directeur musical de l'Orchestre philharmonique de Slovénie dès 1991, poste qu'il occupe jusqu'en 2003. Il enregistre notamment la Symphonie Manfred de Piotr Ilitch Tchaïkovski et le Concerto pour orchestre de Lutosławski. De 2003 à 2006, il est chef permanent et directeur musical de l’Orchestre symphonique et de l’Opéra de Bâle. Il enregistre l'intégrale de l'œuvre symphonique de Felix Weingartner avec l'Orchestre symphonique de Bâle et le Poème pour violon et orchestre d'Ernest Chausson et le concerto pour violon d'André Jolivet avec Isabelle Faust et le Deutsches Symphonie-Orchester Berlin. Il est premier chef invité de l'orchestre Victoria de Melbourne depuis 2008. En septembre 2012 il succède à Marc Albrecht au poste de directeur musical de l'orchestre philharmonique de Strasbourg. Il devient chef et directeur artistique de l'orchestre symphonique de Tasmanie (en) en janvier 2012.
Marko Letonja est lauréat du Grand Prix de la musique du Syndicat de la critique 2011 pour l'opéra Götterdämmerung de Richard Wagner, produit par l’Opéra national du Rhin et mis en scène par David McVicar.